# Schizoretepora elongata
Schizoretepora elongata är en mossdjursart som först beskrevs av Canu och Bassler 1928.  Schizoretepora elongata ingår i släktet Schizoretepora och familjen Phidoloporidae. Inga underarter finns listade i Catalogue of Life.